# Phaeotabanus phaeopterus
Phaeotabanus phaeopterus är en tvåvingeart som beskrevs av David Fairchild 1964. Phaeotabanus phaeopterus ingår i släktet Phaeotabanus och familjen bromsar. Inga underarter finns listade i Catalogue of Life.